# Charles Whitney Gilmore
Charles Whitney Gilmore (ur. 11 marca 1874 w Pavilion koło Rochester, stan Nowy Jork, zm. 27 września 1945) – amerykański paleontolog, który naukowo opisał wiele dinozaurów z Ameryki Północnej i Mongolii.
Napisał kilka monografii poświęconych między innymi stegozaurowi i drapieżnym dinozaurom. Ustanowił wiele taksonów dinozaurów, między innymi rodzaje: Alamosaurus, Alectrosaurus, Brachyceratops, Chirostenotes, Pinacosaurus i Styracosaurus.

## Publikacje
- O. A. Peterson and C. W. Gilmore. 1902. Elosaurus parvus: a new genus and species of the Sauropoda. Annals of Carnegie Museum 1:490-499
- C. W. Gilmore. 1902. Discovery of teeth in Baptanodon, an ichthyosaurian from the Jurassic of Wyoming. Science 16(414):913-914.
- C. W. Gilmore. 1905. Notes on osteology of Baptanodon with a description of a new species. Memoirs of the Carnegie Museum 2(9):325-337.
- C. W. Gilmore. 1907. A new species of Baptanodon from the Jurassic of Wyoming. The American Journal of Science, series 4 23(135):193-198.
- C. W. Gilmore. 1909. Osteology of the Jurassic reptile Camptosaurus, with a revision of the genus, and descriptions of two new species. Proceedings of the United States National Museum 36(1666):197-332.
- C. W. Gilmore. 1909. A new rhynchocephalian reptile from the Jurassic of Wyoming, with notes on the fauna of „Quarry 9”. Proceedings of the United States National Museum 37(1698):35-42.
- C. W. Gilmore. 1910. Leidyosuchus sternbergii, a new species of crocodile from the Ceratops Beds of Wyoming. Proceedings of the United States National Museum 38(1762):485-502.
- C. W. Gilmore. 1911. A new fossil alligator from the Hell Creek Beds of Montana. Proceedings of the United States National Museum 41(1860):297-302.
- C. W. Gilmore. 1912. A new mosasauroid reptile from the Cretaceous of Alabama. Proceedings of the United States National Museum 41(1870):479-484.
- C. W. Gilmore. 1913. A new dinosaur from the Lance Formation of Wyoming. Smithsonian Miscellaneous Publications 61(5):1-5.
- C. W. Gilmore. 1914. A new ceratopsian dinosaur from the Upper Cretaceous of Montana, with note on Hypacrosaurus. Smithsonian Miscellaneous Collections 63(3):1-10.
- C. W. Gilmore. 1915. The fossil turtles of the Uinta Formation. Memoirs of the Carnegie Museum 7(2):101-161.
- C. W. Gilmore. 1916. Description of a new species of tortoise from the Jurassic of Utah. Annals of Carnegie Museum 10(1-2):7-12.
- C. W. Gilmore. 1916. Description of two new species of turtles, from the Lance Formation of Wyoming. Proceedings of the United States National Museum 50(2137):614-646.
- C. W. Gilmore. 1916. Contributions to the geology and paleontology of San Juan County, New Mexico. 2. Vertebrate faunas of the Ojo Alamo, Kirtland and Fruitland Formations. United States Geological Survey Professional Paper 98-Q:279-302.
- C. W. Gilmore. 1919. New fossil turtles, with notes on two described species. Proceedings of the United States National Museum 56(2282):113-132.
- C. W. Gilmore. 1919. Reptilian faunas of the Torrejon, Puerco, and underlying Upper Cretaceous formations of San Juan County, New Mexico. United States Geological Survey Professional Paper 119:1-68.
- C. W. Gilmore. 1920. Osteology of the carnivorous Dinosauria in the United States National Museum, with special reference to the genera Antrodemus (Allosaurus) and Ceratosaurus. Bulletin of the United States National Museum 110:1-154.
- C. W. Gilmore. 1922. A new sauropod dinosaur from the Ojo Alamo Formation of New Mexico. Smithsonian Miscellaneous Collections 72(34):1-9.
- C. W. Gilmore. 1923. A new species of Corythosaurus with notes on other Belly River Dinosauria. The Canadian Field-Naturalist 37:46-52.
- C. W. Gilmore. 1923. A new species of Aspideretes from the Belly River Cretaceous of Alberta, Canada. Transactions of the Royal Society of Canada, Section 4, Series 3 17:1-10.
- C. W. Gilmore. 1924. A new species of hadrosaurian dinosaur from the Edmonton Formation (Cretaceous) of Alberta. Canada Department of Mines Geological Survey Bulletin (Geological Series) 38(43):13-26.
- C. W. Gilmore. 1924. A new coelurid dinosaur from the Belly River Cretaceous of Alberta. Canada Department of Mines Geological Survey Bulletin (Geological Series) 38(43):1-12.
- C. W. Gilmore. 1924. On Troodon validus, an orthopodous dinosaur from the Belly River Cretaceous of Alberta, Canada. Department of Geology, University of Alberta Bulletin 1:1-43.
- C. W. Gilmore. 1928. A new pterosaurian reptile from the marine Cretaceous of Oregon. Proceedings of the United States National Museum 73(24):1-5.
- C. W. Gilmore. 1928. New Fossil Reptile from the Triassic of New Jersey. Proceedings of the United States National Museum 73(7):1-8.
- C. W. Gilmore. 1928. Fossil lizards of North America. Memoirs of the National Academy of Sciences 22(3):1-201.
- C. W. Gilmore. 1930. On dinosaurian reptiles from the Two Medicine Formation of Montana. Proceedings of the United States National Museum 77(16):1-39.
- C. W. Gilmore. 1931. Fossil turtles of Mongolia. Bulletin of the American Museum of Natural History 59:213-257.
- C. W. Gilmore. 1932. A new fossil lizard from the Belly River Formation of Alberta. Transactions of the Royal Society of Canada, section 4, series 3 16:117-119.
- C. W. Gilmore. 1933. Two new dinosaurian reptiles from Mongolia with notes on some fragmentary specimens. American Museum Novitates 679:1-20.
- C. W. Gilmore. 1933. On the dinosaurian fauna of the Iren Dabasu Formation. Bulletin of the American Museum of Natural History 68(2-3):23-78.
- C. W. Gilmore. 1935. On the Reptilia of the Kirtland Formation of New Mexico, with descriptions of new species of fossil turtles. Proceedings of the United States National Museum 83(2978):159-188.
- C. W. Gilmore. 1938. Descriptions of new and little-known fossil lizards from North America. Proceedings of the United States National Museum 86(3042):11-26.
- C. W. Gilmore. 1938. Fossil snakes of North America. Geological Society of America Special Paper (9)1-96.
- C. W. Gilmore. 1940. New fossil lizards from the Upper Cretaceous of Utah. Smithsonian Miscellaneous Collections 99(16):1-3.
- C. W. Gilmore. 1942. A new fossil reptile from the Upper Cretaceous of Utah. Proceedings of the United States National Museum 93(3158):109-114.
- C. W. Gilmore. 1942. Paleocene faunas of the Polecat Bench Formation, Park County, Wyoming Part II. Lizards. Proceedings of the American Philosophical Society 85(2):159-167.
- C. W. Gilmore. 1943. Osteology of Upper Cretaceous lizards from Utah, with a description of a new species. Proceedings of the United States National Museum 93(3163):209-214.
- C. W. Gilmore and D. R. Stewart. 1945. A new sauropod dinosaur from the Upper Cretaceous of Missouri. Journal of Paleontology 19(1):23-29.
- C. W. Gilmore. 1945. Parrosaurus, n. name, replacing Neosaurus Gilmore, 1945. Journal of Paleontology 19:540.
- C. W. Gilmore and G. L. Jepsen. 1945. A new Eocene lizard from Wyoming. Journal of Paleontology 19(1):30-34.
- C. W. Gilmore. 1946. Reptilian fauna of the North Horn Formation of central Utah. United States Department of the Interior Geological Survey Professional Paper 210-C:29-53.
- C. W. Gilmore. 1946. A new carnivorous dinosaur from the Lance Formation of Montana. Smithsonian Miscellaneous Collections 106(13):1-19.
- C. W. Gilmore. 1946. A new crocodilian from the Eocene of Utah. Journal of Paleontology 20(1):62-67.